# Лишкотеанка (Браила)
Лишкотеанка (рум. Lișcoteanca) насеље је у Румунији у округу Браила у општини Бордеј Верде. Oпштина се налази на надморској висини од 25 m.

## Становништво
Према подацима из 2002. године у насељу је живело 654 становника, од којих су сви румунске националности.